# Naučná stezka Uhelná stezka Kroučová
Uhelná stezka je naučná stezka, která vede okolím obcí Kroučová a Třeboc v okrese Rakovník ve Středočeském kraji. Vede převážně lesnatým terénem přírodního parku Džbán a její délka činí 4,9 kilometru. Stezka seznamuje návštěvníky s přírodou a dějinami Kroučové, jejího okolí a s historií dolování černého uhlí.

## Historie
Podle nápisů na informačních tabulích realizovalo stezku v roce 2013 občanské sdružení Česká stezka. Projekt byl spolufinancován z prostředků Evropské unie z evropského zemědělského fondu pro rozvoj venkova. Slavnostně byla stezka otevřena 19. dubna 2014.

## Popis trasy
První zastavení je umístěno na návsi Kroučové u památné Fejfarovy lípy a kostela svaté Markéty. Cesta vede po silnici k obecnímu úřadu, kde odbočuje do lesa. Prudký svah, na jehož začátku vyvěrá Knížecí studánka, končí u Budkovského pramene Smolnického potoka. Z údolí se vystoupá ke Schwarzenberskému domu, odkud stezka vede zpět na náves v Kroučové. Na stezce jsou umístěna dvě zastřešená odpočívadla, pět laviček a osm informačních panelů.

## Seznam informačních panelů
1. Kroučovská lípa
2. Příroda v okolí Kroučové I
3. Prameny Smolnického potoka
4. Příroda v okolí Kroučové II
5. Schwarzenberský dům
6. Historie kraje
7. Historie obce Kroučová
8. Obec Kroučová

## Galerie

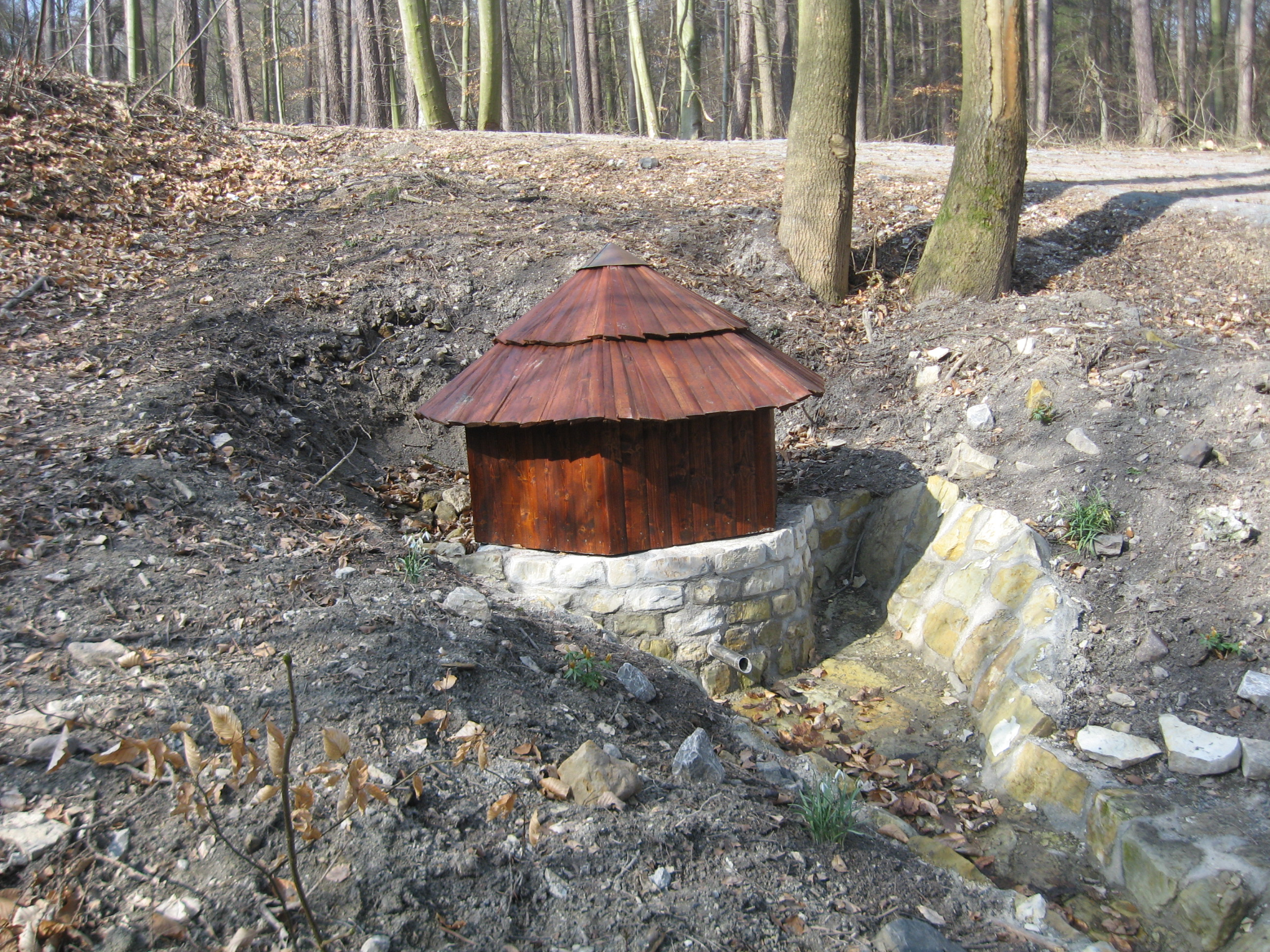
Knížecí studánka u Kroučové
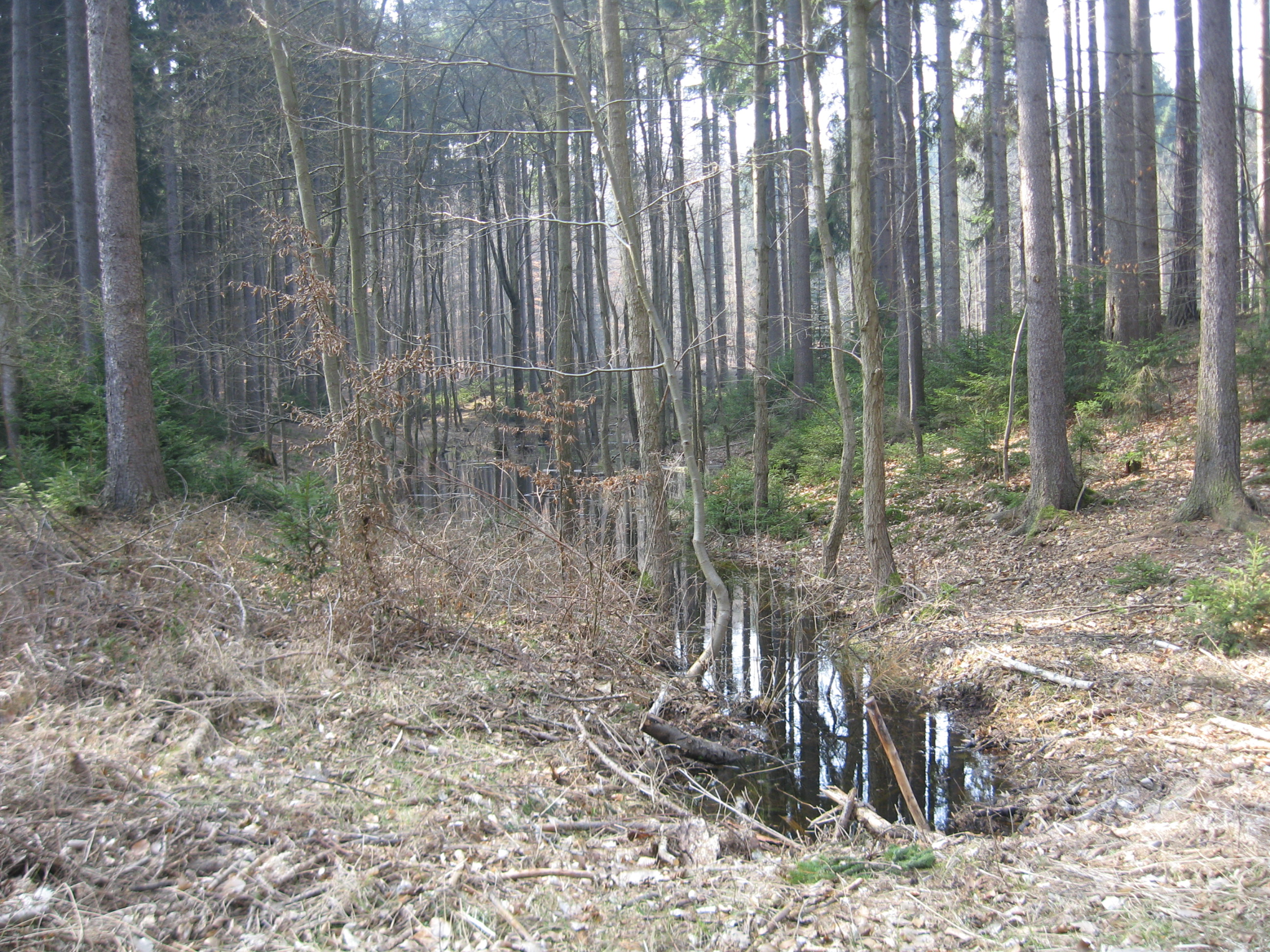
Mokřad v údolí Smolnického potoka
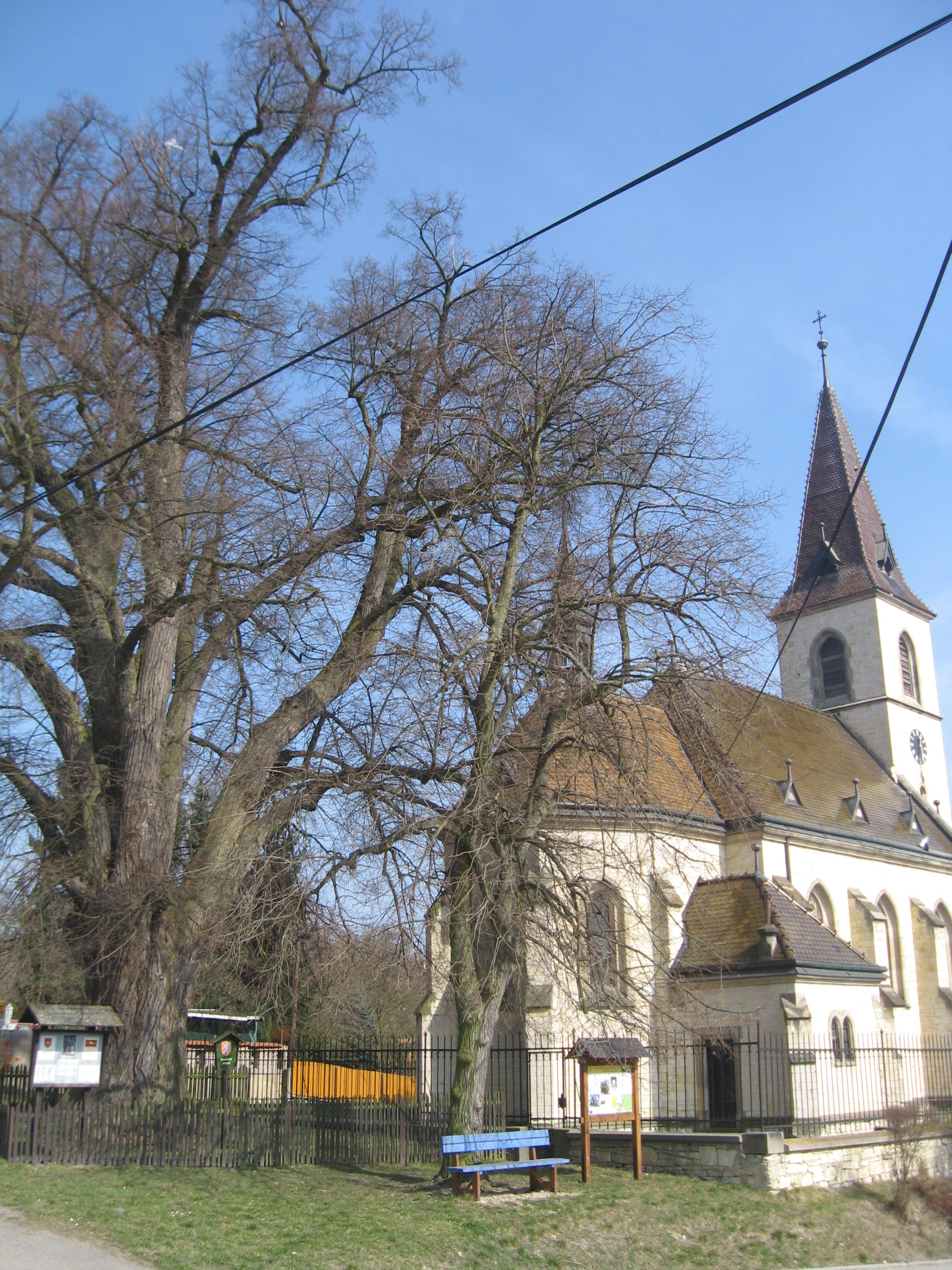
První zastavení naučné stezky u kostela a památné Fejfarovy lípy